# Love and Lemons
Pour plus de détails, voir Fiche technique et Distribution.
Love and Lemons est un film muet américain réalisé par Allan Dwan et sorti en 1912.

## Fiche technique
- Réalisation : Allan Dwan
- Date de sortie : États-Unis : 29 janvier 1912

## Distribution
- J. Warren Kerrigan
- Pauline Bush : Clara Merton
- Jack Richardson
- George Periolat